# Nous York
Pour plus de détails, voir Fiche technique et Distribution.
Nous York est une comédie française écrite et réalisée par Géraldine Nakache et Hervé Mimran, sortie le 7 novembre 2012.

## Synopsis
Trois trentenaires débarquent à New York pour faire une surprise à leur amie d'enfance Samia (à l'occasion de son anniversaire), avec la complicité de Gabrielle (une autre amie d'enfance), toutes deux installées depuis deux ans dans la Grosse Pomme.

## Fiche technique
- Titre : Nous York
- Réalisation : Géraldine Nakache et Hervé Mimran
- Scénario : Géraldine Nakache et Hervé Mimran
- Direction artistique : Marie Lynn Wagner
- Décors : Justin Dragonas
- Costumes : Emmanuelle Youchnovski et Kim Wilcox
- Photographie : Stephane Le Parc
- Montage : Benjamin Weill
- Musique : Fantastic Nobody
- Production : Aïssa Djabri et Farid Lahouassa
- Société de production : Vertigo Productions
- Société de distribution : Pathé
- Budget : 11 000 000 euros[1]
- Pays de production :  France
- Langue originale : français
- Genre : comédie
- Durée : 98 minutes
- Format : couleur
- Date de sortie : 
  - France et Belgique : 7 novembre 2012

## Distribution
- Géraldine Nakache : Gabrielle
- Leïla Bekhti : Samia
- Manu Payet : Michael
- Nader Boussandel : Nabil
- Baptiste Lecaplain : Sylvain
- Sienna Miller : la star de cinéma
- Marthe Villalonga : Madame Hazan
- Dree Hemingway : Denise
- Nicole LaLiberte : Rachel
- Haviland Morris : Mme Johns / directrice bjnh
- Malik Bentalha : jeune de la cité Mario Capra
- Nabiha Akkari : Amel

## Production
Le film a été tourné à New York, Paris, Greenwood Cemetery, Brooklyn .

## Accueil

### Réception critique
Malgré une intense promotion, le film ne séduit guère le public et la critique : le site AlloCiné, ayant recensé 20 critiques professionnelles, lui attribue une moyenne de 2,3⁄5 et une moyenne de 1,6⁄5 pour les critiques du public.

### Box-office
Lors de sa sortie en salles, Nous York démarre à la troisième place du box-office avec 373 432 entrées, résultat quasi similaire au démarrage de Tout ce qui brille et ses 386 771 entrées à la même période. Toutefois, le long-métrage ne parvient pas à rééditer ce succès, puisqu'au cours des deux semaines suivantes, il a seulement engrangé 583 362 entrées, pour finir son exploitation à 614 302 entrées.

## Nominations
- 2012 : Grand Prix Cinéma des lectrices de Elle
- 2012 : In French with english subtitles : Festival de New York